# Cervalces scotti
Cervalces scotti je vyhynulý druh jelena z podčeledi Capreolinae, který žil v Severní Americe v pozdním pleistocénu. C. scotti je jediným druhem rodu Cervalces, který byl objeven v Severní Americe.

## Popis
Byl to velký sudokopytník podobný losovi, s hlavou podobnou wapiti. Měl dlouhé nohy a dlanité, složitě větvené parohy. Dorůstal délky 2,5 m a hmotnosti přibližně 709 kg. Žil v Severní Americe ve stejné době, kdy toto území obývali další zástupci megafauny, jako byl mamut srstnatý, pozemní lenochod, bizon širokočelý či šavlozubé kočkovité šelmy. Tento druh vyhynul přibližně před 11 500 lety, na konci poslední doby ledové během hromadného vymírání pleistocenní megafauny.
C. scotti byl poprvé objeven Williamem Clarkem přibližně v roce 1805 v Big Bone Lick v Kentucky. Kompletnější kostru nalezl William Barryman Scott v roce 1885 v New Jersey. Byly nalezeny i mumifikované pozůstatky tohoto druhu. Jedna z nejúplnějších lebek C. scotti byla objevena v rybníku v Kendallville v Indianě a datována byla do období před 13 500 lety.

## Evoluce
Vědci předpokládají, že se Cervalces scotti vyvinul v Euroasii. Je považován za příbuzného Cervalces latifrons, který vyhynul přibližně ve stejné době jako C. scotti. C. scotti žil v převážně smrkové vegetaci od jižní Kanady po Arkansas a od Iowy po New Jersey. Jak ledovce ustupovaly mohl se los, který přišel z Asie po Beringově pozemním mostě, rozšířit do dalších oblastí, kde konkuroval původnímu C. scotti a mohl tak být příčinou jeho vyhynutí. Byly však navrženy i jiné teorie o jeho vyhynutí, přestože neexistují paleontologické důkazy, že by jejich vyhynutí bylo spojeno s lidmi existuje hypotéza, že k jejich vyhynutí přispěl nadměrný lov. Jiní vědci přišli s teorií, že jejich vyhynutí způsobila epidemie nemoci, kterou rozšířili malí savci, kteří do oblasti přišli s lidmi.
Nejstarší dosud nalezená fosilie C. scotti objevená v korytě řeky Skunk v Iowě byla datována do období přibližně před 30 tisíci lety. To nasvědčuju tomu, že v této oblasti žil předtím, než byla tato oblast pokryta masivním ledovcem. Tato klimatická změna mohla také přispět k jeho vyhynutí. V jeho vymření mohly hrát roli i změny klimatu a ztráta jeho přirozených stanovišť.
Cervalces scotti pravděpodobně žil v úzce vymezené geografické oblasti, kde se charakteristicky vyskytovaly smíšené jehličnaté lesy s převahou smrku a mokřadní lesy. Tato úzká specifikace stanovišť jej činila zranitelnějším vůči nebezpečí vymření. Pozůstatky C. scotti nalezené v Ohiu naznačují, že se tento druh a Homo sapiens mohli vzájemně ovlivňovat. Fosilie tohoto druhu nalezené s dalšími zástupci místní megafauny naznačují, že byli častou kořistí raných lovců. V jeskyni Sheriden ve Wyandot County v Ohiu byly nalezeny pozůstatky C. scotti spolu s artefakty Paleoindiánů a fosiliemi Platygonus compressus, medvěda rodu Arctodus a s Castoroides.